# Supersypnoides cyanivitta
Supersypnoides cyanivitta är en fjärilsart som beskrevs av Moore 1867. Supersypnoides cyanivitta ingår i släktet Supersypnoides och familjen nattflyn. Inga underarter finns listade i Catalogue of Life.